# Boris Becker
Boris Franz Becker (Leimen, Németország, 1967. november 22. –) korábbi világelső német teniszező. Hatszoros Grand Slam-győztes, párosban olimpiai bajnok (1992, Barcelona). 17 évesen ő volt a legfiatalabb játékos, aki valaha Wimbledonban nyerni tudott. Visszavonulása után a médiában való részvételével és színes magánéletével hívja fel magára a figyelmet. 2003-ban az International Tennis Hall of Fame (Teniszhírességek Csarnoka) tagjává választották. Karrierje után, 2018-ban adóügyei, és diplomata útleve borzolja a kedélyeket.

## Grand Slam-döntői

### Győzelmek (6)
| Év   | Torna               | Ellenfél a döntőben | Döntő eredménye    |
| 1985 | Wimbledon           | Kevin Curren        | 6–3, 6–7, 7–6, 6–4 |
| 1986 | Wimbledon (2)       | Ivan Lendl          | 6–4, 6–3, 7–5      |
| 1989 | Wimbledon (3)       | Stefan Edberg       | 6–0, 7–6, 6–4      |
| 1989 | US Open             | Ivan Lendl          | 7–6, 1–6, 6–3, 7–6 |
| 1991 | Australian Open     | Ivan Lendl          | 1–6, 6–4, 6–4, 6–4 |
| 1996 | Australian Open (2) | Michael Chang       | 6–2, 6–4, 2–6, 6–2 |

### Elvesztett döntők (4)
| Év   | Torna     | Ellenfél a döntőben | Döntő eredménye         |
| 1988 | Wimbledon | Stefan Edberg       | 6–4, 6–7, 4–6, 2–6      |
| 1990 | Wimbledon | Stefan Edberg       | 2–6, 2–6, 6–3, 6–3, 4–6 |
| 1991 | Wimbledon | Michael Stich       | 4–6, 6–7, 4–6           |
| 1995 | Wimbledon | Pete Sampras        | 7–6, 2–6, 4–6, 2–6      |